# Roberto Blandón
Roberto Blandón (n. 21 octombrie 1962, Ciudad de México, Mexic) este un actor de origine mexicană.

### Telenovele
- Llena de amor (2010) - Ricardo
- Camaleones (2009-2010) - Javier Saavedra
- Mi pecado „Televisa” (2009) - Paulino Córdoba
- Un gancho al corazón „Televisa” (2008-2009) - Óscar Cárdenas Villavicencio
- Al diablo con los guapos „Televisa” (2007-2008) - Domingo Echavarría
- Mujeres Asesinas Jessica, tóxica „Televisa” - Luis Castillo
- Muchachitas como tu (2007) „Televisa” - Guillermo Sánchez Zuñiga
- Vecinos (2007) „Televisa”
- ¿Dónde está Rambo? „Televisa” - Ejecutivo
- Código postal (2006) „Televisa” - Raúl González de la Vega
- Mujer de madera (2004) „Televisa” - Marco Antonio Yañez
- Mariana de la noche (2003-2004) „Televisa” - Ivan Lugo
- Como en el cine (2002) „TV Azteca” - Don Julio
- Golpe bajo (2000) „TV Azteca” - Germán Santos
- El Candidato (1999) „TV Azteca” - Adrian Cuevas
- La Chacala (1998) „TV Azteca” - David
- Mi querida Isabel (1997) „Televisa” - Óscar
- Canción de amor (1996) „Televisa” - Participacion Especial
- Para toda la vida (1996) „Televisa” - Lorenzo
- Bajo un mismo rostro (1995) „Televisa” - Alejandro
- Maria la del barrio (1995) „Televisa” - José María Cano
- Amor de nadie (1990) „Televisa” - Carlos
- Cuando llega el amor (1990) „Televisa” - Enrique
- Mi segunda madre (1989) „Televisa” - Enrique

### Teatru
- 12 hombres en pugna
- La indigación
- Los 7 ahorcados
- Canto verde
- José el soñador
- Don Quijote de la Mancha
- El diluvio que viene
- Galileo Galilei
- La bella y la bestia
- Los miserables